# Golden Arrow
«Golden Arrow» (у перекладі — «Золота стріла») — британський автомобіль, створений для встановлення рекорду швикості. 11 березня 1929 року пілотований гонщиком Генрі Сігрейвом на трасі поблизу Дейтона-Біч, він досягнув швидкості 231,45 миль/год (372,46 км/год), перевищивши попередній рекорд на 24 милі/год (39 км/год). Тепер автомобіль експонується у Національному автомобульному музеї в Б'юлі (Гемпшир, Англія).

## Автомобіль
«Golden Arrow» було створено для колишнього гонщика Sunbeam Motor Car Company майора Генрі Сігрейва, котрий збирався побити рекорд швидкості Рея Кіча. Автомобіль був одним з перших перегонових автомобілів із загостреним носом й вузьким обтічником. Машина урухомлювалась 23,9-літровим авіаційним двигуном W12 Napier Lion VIIA, спеціально підготовленим компанією D. Napier & Son. Двигун призначався для літаків «Supermarine», що брали участь у Кубку Шнейдера, і мав потужність 925 к. с. (690 кВт) при 3300 об / хв.

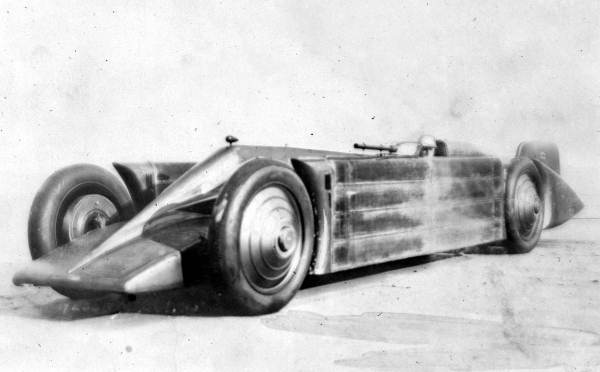
«Golden Arrow» у 1929 році

Автомобіль було спроектовано колишнім інженером «Sunbeam», конструктором авіаційних двигунів та перегоновим менеджером капітаном Джоном Семюелем Ірвінгом. Він мав по боках ємкості з льодом, через які проходила охолоджувальна рідина, і телескопічний приціл на капоті, що допомагав утриматися на трасі. Компанія Thrupp & Maberly виготовила алюмінієві панелі кузова для автомобіля.

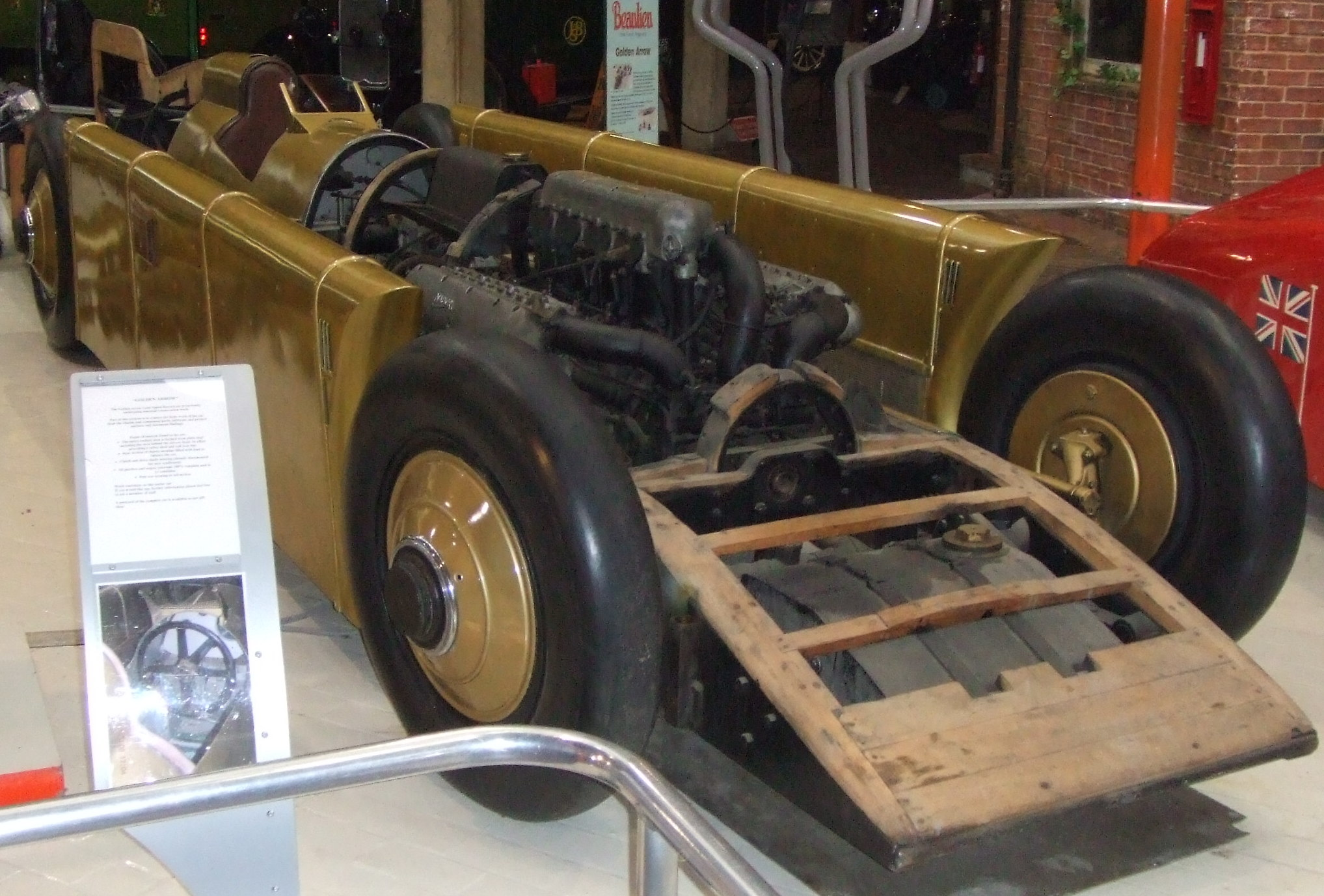
Автомобіль зі знятим обтічником

У березні 1929 року Сігрейв відправився у Дейтона-Біч і, після єдиного пробного заїзду, 11 березня у присутності 120 тисяч глядачів встановив новий рекорд швидкості 231,45 миль/год (372,46 км/год), набагато перевищивши старий рекорд Рея Кіча 207,55 миль/год (334,00 км/год). Два дні по тому Лі Байбл на автомобілі «White Triplex» розбився при спробі встановити новий світовий рекорд. У катастрофі, крім Байбла, загинув фотокореспондент. Трасу у Дейтона Біч було закрито, і Сігрейв не зміг продовжити заїзди, щоб досягнути ще вищих запланованих швидкостей. Наступного року Сігрейв загинув при спробі встановити рекорд швидкості на воді. «Golden Arrow» більше ніколи не брав участі у перегонах.

### Конструкція

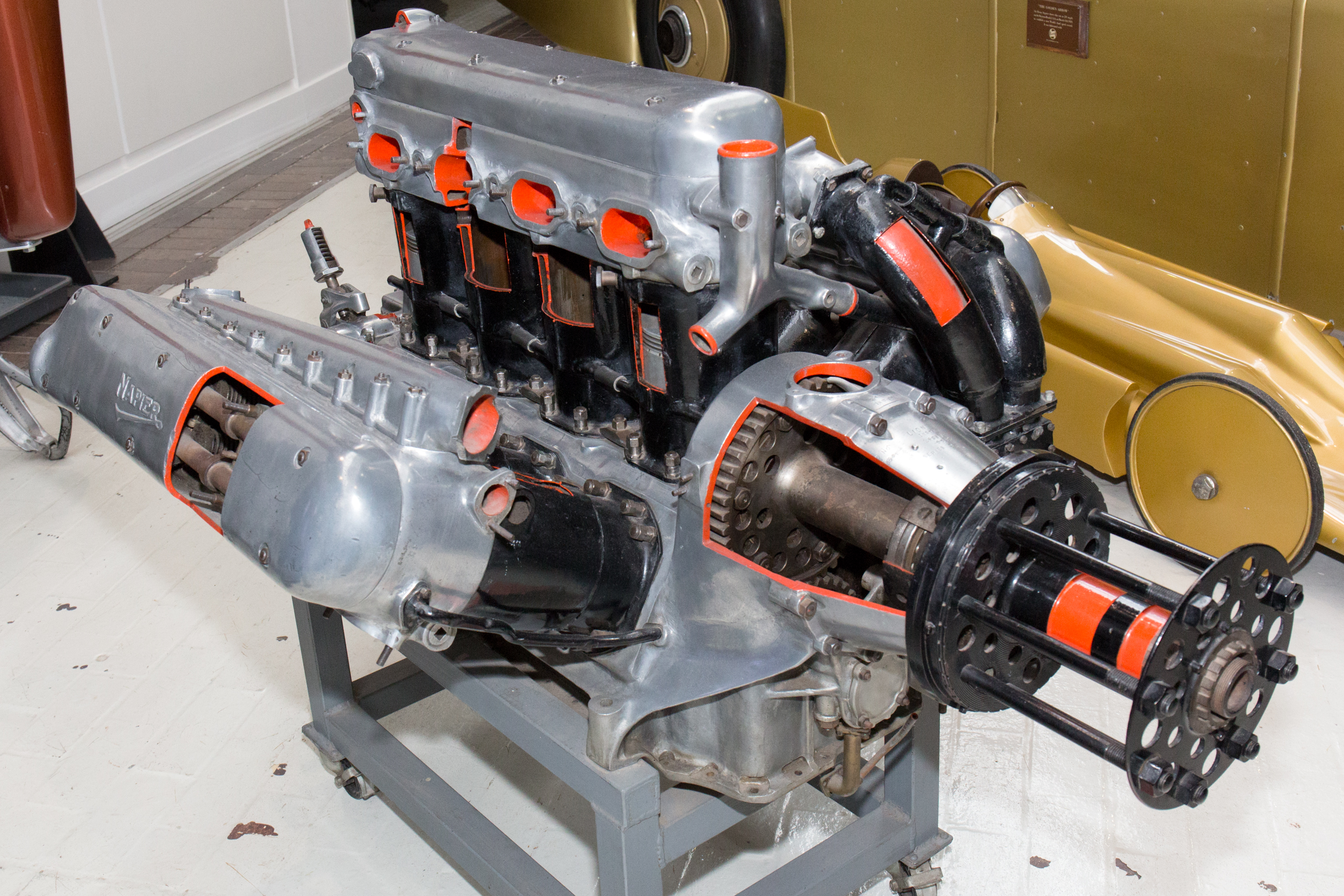
Двигун Napier Lion II у розрізі

Коли Дж. Ірвінг покинув компанію «Sunbeam», його новий роботодавець надав йому можливість використовувати частину робочого часу на розроблення «Golden Arrow». За словами Сігрейва, «Golden Arrow» був дуже слухняним у керуванні, порівняно з іншими машинами подібного типу.
Спонсорам був потрібен британський бренд, тому постачальником двигуна була обрана фірма D. Napier & Son. Шини від компанії «Dunlop Tyres» не гарантували безпеку на швидкостях понад 250 миль/год (400 км/год), тому від досягнення раніше запланованої швидкості 274 миль/год (441 км/год) відмовились. Щоб зменшити лобовий опір Ірвінг використав форму обтічника спортивного літака Supermarine S.5. Обтічники перед передніми колесами не дали покращення, і від них відмовились. Кабіну було зменшено до мінімально можливих розмірів. Для утримання на трасі при бокових поривах вітру було застосовано хвостовий плавник, який зміщав центр тиску на дюйм позаду центра ваги. Корпус було виготовлено так, щоб притискати ведучі колеса до землі й забезпечувати стійкість автомобіля. До хвоста додали ще 260 фунтів (120 кг) свинцевого баласту. Подвійні карданні вали отримали міцні кожухи на випадок руйнування на великій швидкості. Ведуча вісь не мала диференціала. Гальма були встановлені на усі колеса. Підвіска базувалась на напівеліптичних ресорах, хід осі був обмежений лише 1¼ дюйма спереду та 1¾ на задній осі. Автомобіль було виготовлено на заводі «KLG».
Двигун працював стабільно, і у додатковому охолодженні з використанням льоду потреби не було. Сігрейв зробив лише два пробних заїзди й мало ймовірно, щоб автомобіль проїхав більше 40 миль (64 км) за весь час своєї експлуатації.